# Renée Richards
Renée Richards, född Richard Raskind, 19 augusti 1934 i New York, USA, är en amerikansk transsexuell ögonläkare och tidigare professionell tennisspelare. 
Richards började sin tenniskarriär som manlig amatörspelare 1955-60 med namnet Richard Raskind. Under 15-årsperioden därefter ägnade han sig åt sitt arbete som ögonläkare. Efter att 1975 som 40-åring ha genomgått könsbyte återupptog Richards tenniskarriären, nu som kvinnlig professionell WTA-spelare 1977-81. Hon var tämligen framgångsrik som WTA-spelare och vann en singeltitel. Hon rankades som bäst i singel som nummer 22 (1977). Den vänsterhänta Richards var som tennisspelare bekant för sin hårda serve och taktiska spel.  

## Tenniskarriären
Richards flyttade efter att 1976 ha genomgått en könsbytesoperation från man till kvinna till Kalifornien, där hon ställde upp i en amatörturnering i tennis för damer. Hon igenkändes dock som den manlige spelaren Raskind, vilket väckte stor offentlig uppmärksamhet. Richard bestämde sig då, trots sin ålder, för att bli professionell kvinnlig tennisspelare, delvis för att fästa uppmärksamhet på de transsexuellas situation. WTA-organisationen motsatte sig emellertid Richards önskemål att få status som professionell kvinnlig spelare. Det Amerikanska tennisförbundet införde en tillfällig regel att kvinnor måste genomgå en kromosomtest för att accepteras som deltagare i bland annat US Open. Bland tennisspelare uttalades argumentet att Richards skulle ha en osportslig fördel av att även som kvinna vara storvuxen och stark och ha tidigare erfarenhet av spel mot män.    
Renée Richards fick 1976 avslag på sin ansökan om deltagande i US Open, varvid hon sökte stöd i domstol för sin rätt att delta i kvinnliga professionella turneringar. Genom en speciell domstolsorder fick hon 1977, trots motstånd från många WTA-spelare, ställa upp i en mindre turnering. Detta uppmärksammades av amerikansk television, och sedan Richards förlorat semifinalen mot en okänd 17-årig spelare upphörde motståndet och hon accepterades som WTA-medlem.  
Som professionell tennisspelare hade Richards sin största framgång i US Open 1977 då hon tillsammans med Bettyann Stuart nådde dubbelfinalen. Paret förlorade mot Martina Navrátilová/Betty Stöve med 1-6, 6-7.  
Vid två tillfällen nådde Richards semifinal i US Open i mixed dubbel tillsammans med Ilie Nastase.

## Spelaren och personen
I sin självbiografiska bok Second Serve. Born Richard Raskind beskriver Richards hur hon från början var en vanlig väluppfostrad judisk pojke som senare studerade medicin på Yale University. Han utbildade sig till ögonläkare och blev som sådan framstående kirurg. Han tjänstgjorde också under en period som officer i amerikanska flottan. Han gifte sig och fick med sin hustru en son. Samtidigt spelade han tennis på toppnivå. I sin bok beskriver hon hur hon under hela sin ungdom och tidiga vuxna liv upplevde att hon fötts med fel kön, en upplevelse hon bearbetade bland annat med psykoterapi, dock utan att känslan försvann. Slutligen, vid 40 års ålder, genomgick hon kirurgiskt könsbyte från man till kvinna och tog namnet Renée Richards. Hon lämnade familjen och sin karriär som ögonläkare för att börja ett nytt liv som kvinna i Kalifornien.  
Efter avslutad tenniskarriär vid 46 års ålder, återvände Richards till sin framgångsrika karriär som ögonläkare. Hon tilldelades 2001 utmärkelsen Helen Keller Services for the Blind, som årligen tilldelas framstående ögonläkare i USA. Richards har också fungerat som tennistränare. Bland elitspelare hon tränat märks Martina Navratilova som hon hjälpte till två av titlarna i Wimbledonmästerskapen. 
Richards har också givit ut boken  No Way Renee: The Second Half of My Notorious Life.